# Dead or Alive (groupe)
Pour les articles homonymes, voir Dead or Alive.
Dead or Alive est un groupe de new wave et synthpop britannique, originaire de Liverpool, en Angleterre. Il est formé en 1980 à l'initiative de Pete Burns (leader du groupe). Le groupe se dissout en 2016 à la mort de ce dernier.

## Biographie

### Années 1980–1990
Après une période indie à l'orientation très rock underground, le groupe signe en 1983 avec une major, prend un son plus dance et se fait connaître du grand public anglais par une reprise du tube de KC and the Sunshine Band That's the Way (I Like it) en 1984, puis obtient un an plus tard une reconnaissance mondiale grâce à la chanson You Spin Me 'Round (Like A Record). En 1984, Wayne Hussey quitte le groupe pour rejoindre The Sisters of Mercy avant de créer The Mission en 1986.
Le titre de leur album Mad, Bad and Dangerous to Know (1986) est choisi d'après une citation d'une aristocrate britannique à propos de Lord Byron, lady qui a été éconduite par ce dernier.
Après 1989, la formation devient instable et Dead or Alive sombre dans l'oubli, sauf au Japon, où le groupe reste très célèbre jusque dans les années 2000, ou dans le milieu gay. Le single Turn Around and Count 2 Ten, extrait de l'album Nude, se place numéro 1 du Top Oricon au Japon durant 17 semaines en 1989.
Après 1990, Mike Percy, ex-bassiste du groupe, fonde avec Tim Lever les studios Steelworks (1982-1989).
Trois albums, dont deux sortis uniquement au Japon, paraissent ensuite : Fan The Flame (Part 1) en 1990, Nukleopatra en 1995, et enfin Fragile en 2000, duquel est extrait le single Hit And Run Lover qui s'est classé numéro 2 du Top Oricon au Japon.

### Années 2000–2010
En 2006, Pete Burns se fait remarquer à la télévision anglaise dans un équivalent de l'émission française Loft Story appelée Celebrity Big Brother et réunissant des personnalités diverses, avec notamment Dennis Rodman ou George Galloway. Pete Burns devient également connu pour ses transformations chirurgicales excessives dépassant le simple fait qu'il ait joué de son androgynie.
En septembre 2010, Burns sort un nouveau single, Never Marry an Icon. Bien que Burns ait expliqué que Dead or Alive avait cessé d'exister en 2011, Coy déclare plus tard que le nom du groupe était toujours utilisé et que le groupe n'a jamais cessé de jouer. Le 21 décembre 2012, Burns et Coy (sous le nom de Dead or Alive) jouent au concert de Pete Waterman, le Hit Factory Live au London's O2 Arena. D'autres artistes y participent comme Jason Donovan, Rick Astley, Steps, Sinitta, Pepsi and Shirlie, Hazell Dean, Princess, Sybil, 2 Unlimited, Lonnie Gordon et Brother Beyond.
Pete Burns meurt brutalement d'un arrêt cardiaque le 23 octobre 2016 à l'âge de 57 ans,. Le 28 octobre 2016, un coffret 19 CD intitulé Sophisticated Boom Box MMXVI est publié par le label Edsel Records. Steve Coy, ex-batteur, meurt le 4 mai 2018 à 56 ans.

## Reprises et samples
À la fin des années 2000, le groupe Indochine enregistre et tourne le clip de You Spin Me 'Round (Like A Record) au profit de RSF, avant d'incorporer ce titre dans une édition limitée de leur album La République des Meteors. Le DJ italien Gigi d'Agostino reprend également le morceau You Spin Me 'Round (Like A Record)
Flo Rida (dans Right Round) et Puff Daddy samplent You Spin Me Round (Like a Record).
You Spin Me 'Round (Like A Record) est une chanson énormément utilisée dans les Youtube Poop, accompagnée souvent de mouvements répétitifs et de couleurs dansantes. Au fur et à mesure cette chanson est devenue un thème récurrent. La chanson est également présente dans le jeu vidéo Metal Gear Solid V: The Phantom Pain, et dans les scènes d'action du film d'animation Astérix : Le Secret de la potion magique (2018).

## Membres
- Pete Burns - chant, compositeur, paroles (1980-2011, décédé en 2016)
- Sue James - basse (1980-1981)
- Joe Musker - batterie (1980-1983)
- Martin Healy - orgue électrique (1980-1983)
- Adrian Mitchell - guitare (1980-1981)
- Wayne Hussey - guitare (1982-1984)
- Mike Percy - basse (1980 et 1989).
- Steve Coy - batterie (1982-2011, décédé en 2018)
- Tim Lever - claviers (1983-1989)
- Peter Oxendale (1990-1995)
- Jason Alburey (1996-2011)

## Discographie

### EP
- 1980 : Nightmares in Wax (réédité en 1985 sous le titre Birth of a Nation ; sous le nom de Nightmares in Wax)
- 1980 : I'm Falling (EP)
- 1981 : Number Eleven (EP)
- 1982 : It's Been Hours (EP)
- 1982 : The Stranger (EP)